# Synchaeta verrucosa
Synchaeta verrucosa is een raderdiertjessoort uit de familie Synchaetidae. De wetenschappelijke naam van deze soort is voor het eerst geldig gepubliceerd in 1961 door Nipkow.